# Liste der ungarischen Abgeordneten zum EU-Parlament (2024–2029)
Die Liste der ungarischen Abgeordneten zum EU-Parlament (2024–2029) listet alle ungarischen Mitglieder des 10. Europäischen Parlaments nach der Europawahl in Ungarn 2024 auf.

## Aktuelle Mandatsstärke der Parteien
- S&D: 2
- EVP: 7
- PfE: 11
- ESN: 1

| Nationale Partei                                | Mandate | Fraktion                                                     |
| ----------------------------------------------- | ------- | ------------------------------------------------------------ |
| Fidesz – Magyar Polgári Szövetség (Fidesz-MPSZ) | 010     | Patrioten für Europa (PfE)                                   |
| Kereszténydemokrata Néppárt (KDNP)              | 01      | Patrioten für Europa (PfE)                                   |
| Tisztelet és Szabadság Párt (TISZA)             | 07      | Fraktion der Europäischen Volkspartei (EVP)                  |
| Demokratikus Koalíció (DK)                      | 02      | Fraktion der Progressiven Allianz der Sozialdemokraten (S&D) |
| Mi Hazánk Mozgalom (MHM)                        | 01      | Europa der Souveränen Nationen (ESN)                         |
| SUMME                                           | 21      |                                                              |

## Abgeordnete
| Bild | Name                 | geb. | MEP seit      | Partei | Fraktion | Kommentar                          |
| ---- | -------------------- | ---- | ------------- | ------ | -------- | ---------------------------------- |
|      | Zsuzsanna Borvendég  | 1974 | 16. Juli 2024 | MHM    | ESN      |                                    |
|      | Dóra Dávid           |      | 16. Juli 2024 | TISZA  | EVP      |                                    |
|      | Tamás Deutsch        | 1966 | 14. Juli 2009 | Fidesz | PfE      |                                    |
|      | Klára Dobrev         | 1972 | 2. Juli 2019  | DK     | S&D      |                                    |
|      | Csaba Dömötör        | 1982 | 22. Sep. 2024 | Fidesz | PfE      | Nachgerückt für Balázs Győrffy     |
|      | Viktória Ferenc      | 1984 | 16. Juli 2024 | Fidesz | PfE      |                                    |
|      | Kinga Gál            | 1970 | 20. Juli 2004 | Fidesz | PfE      |                                    |
|      | Gabriella Gerzsenyi  | 1977 | 16. Juli 2024 | TISZA  | EVP      |                                    |
|      | Balázs Győrffy       | 1979 | 16. Juli 2024 | Fidesz | PfE      | Ausgeschieden am 1. September 2024 |
|      | Enikő Győri          | 1968 | 2. Juli 2019  | Fidesz | PfE      |                                    |
|      | András Gyürk         | 1972 | 20. Juli 2004 | Fidesz | PfE      |                                    |
|      | György Hölvényi      | 1962 | 1. Juli 2014  | KDNP   | PfE      |                                    |
|      | Kinga Kollár         |      | 16. Juli 2024 | TISZA  | EVP      |                                    |
|      | Eszter Lakos         |      | 16. Juli 2024 | TISZA  | EVP      |                                    |
|      | András Kulja         |      | 16. Juli 2024 | TISZA  | EVP      |                                    |
|      | András László        |      | 16. Juli 2024 | Fidesz | PfE      |                                    |
|      | Peter Magyar         | 1981 | 16. Juli 2024 | TISZA  | EVP      |                                    |
|      | Csaba Molnár         | 1979 | 1. Juli 2014  | DK     | S&D      |                                    |
|      | Ernő Schaller-Baross | 1987 | 10. Jan. 2021 | Fidesz | PfE      |                                    |
|      | Pál Szekeres         | 1964 | 16. Juli 2024 | Fidesz | PfE      |                                    |
|      | Zoltán Tarr          | 1972 | 16. Juli 2024 | TISZA  | EVP      |                                    |
|      | Annamária Vicsek     | 1973 | 16. Juli 2024 | Fidesz | PfE      |                                    |